# Lynne Cox

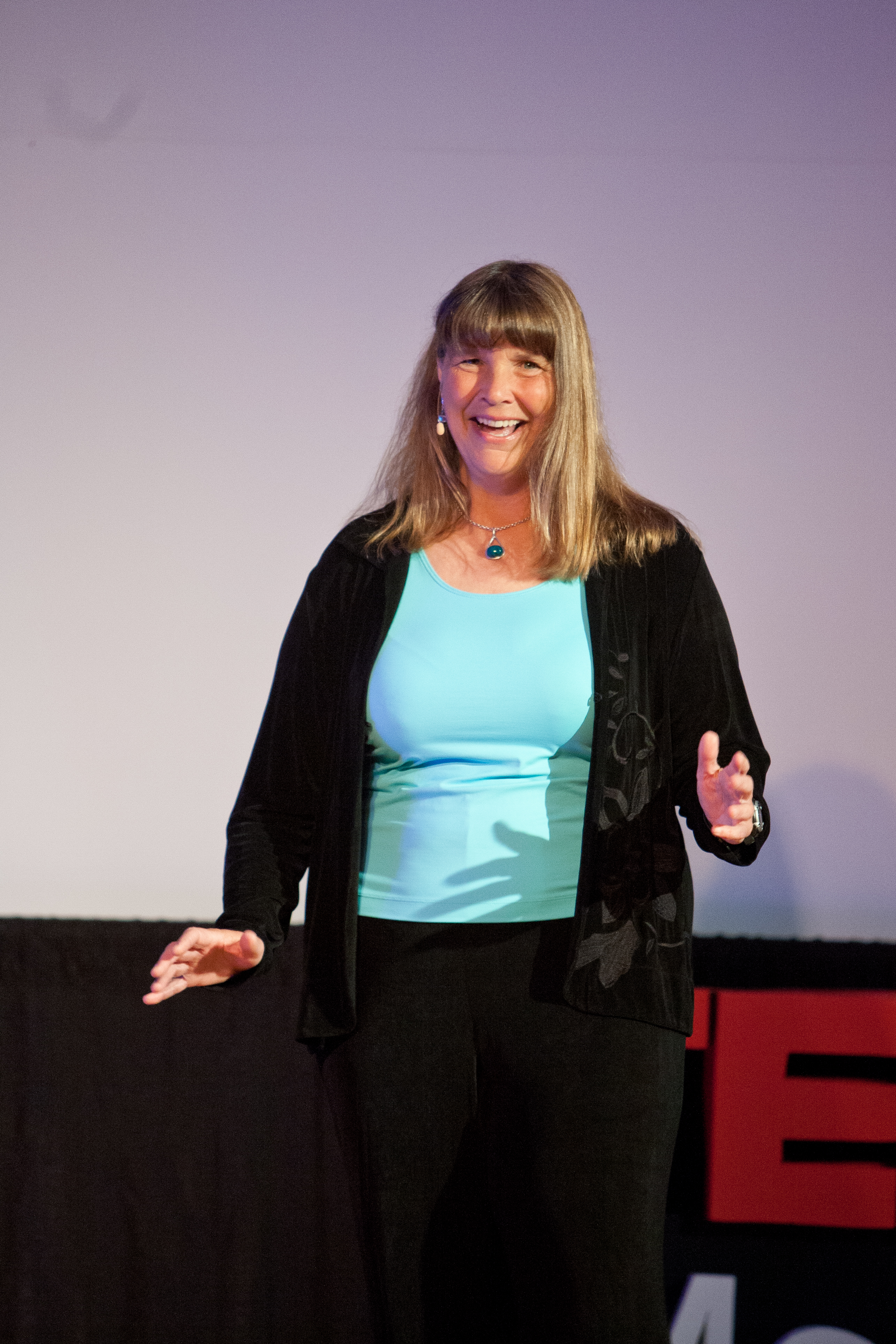
Lynne Cox (2012)

Lynne Cox (* 1957 in Boston) ist eine US-amerikanische Langstreckenschwimmerin und Buchautorin.

## Schwimmhistorie
1971 gelang es ihr und ihren Mannschaftskameradinnen als erster Teenager-Gruppe, den etwa 45 km breiten Santa-Catalina-Kanal in Kalifornien schwimmend zu durchqueren.
Zweimal erreichte Cox die bis dahin kürzeste Zeit für das Durchschwimmen des Ärmelkanals von England Richtung Frankreich: Am 20. Juli 1972 mit 9:57 h und am 10. August 1973 mit 9:36 h. Im Jahr 1975 war Lynne Cox die erste Frau, welche die nur 10 °C warme und 22 km (13,7 Meilen) breite Cookstraße zwischen der Nord- und Südinsel Neuseelands als Schwimmerin bewältigte.
1976 war die Extremsportlerin die erste Person, welche die Magellanstraße an der Südspitze Chiles durchschwamm. Sie überwand danach den Öresund zwischen Dänemark und Schweden sowie das Skagerrak zwischen Schweden und Norwegen und legte eine acht Meilen lange Strecke im Wasser um den Cape Point in Südafrika zurück, wo sie mit der Gefahr von Haien, Quallen und Seeschlangen rechnen musste.
Cox ist besonders bekannt geworden durch ein am 7. August 1987 realisiertes schwieriges Unterfangen: Sie durchquerte die Beringstraße von der zu Alaska gehörenden Insel Little Diomede zu der damals zur Sowjetunion (jetzt Russland) gehörenden Insel Big Diomede – in einer Meeresstraße, wo die Wassertemperatur durchschnittlich 4 °C beträgt. Obwohl viele Bewohner der Diomedes-Inseln Familienmitglieder hatten, die auf der anderen Insel lebten, wurde ihnen in jener Zeit die Erlaubnis verweigert, ihre nur 3 km (zwei Meilen) voneinander entfernt wohnenden Verwandten zu sehen. Umso bemerkenswerter war es in einer Zeit der Spannungen des Kalten Krieges, als in Washington, D.C. US-Präsident Ronald Reagan und Generalsekretär Michail Gorbatschow Lynne Cox gemeinsam zu ihrer Leistung beglückwünschten.
Im Jahr 1988 durchschwamm sie als erste Frau den Baikalsee.
1992 durchquerte sie als erste Frau den Titicacasee. Eine weitere besondere Cox’sche Leistung war 2002 das Schwimmen im eiskalten Wasser der Antarktis. Cox war für 25 Minuten im eiskalten Wasser und legte dabei 1,06 Meilen (umgerechnet etwa 1,7 km) vom Schiff zum Hafen schwimmend zurück.

## Veröffentlichungen
Lynne Cox hat mehrere Bücher veröffentlicht. Das erste „Swimming to Antarctica“ (deutsch: „Die Eismeerschwimmerin“) wurde 2004, das zweite „Grayson“ (deutsch: „Der kleine Wal“), das über eine Begegnung mit einem Grauwal-Baby handelt, wurde 2006 veröffentlicht. Beide erschienen auch auf Deutsch. Lynne Cox wurde als Rednerin zu Veranstaltungen geladen.

## Ehrungen
- Im Jahr 2000 wurde sie in die Ruhmeshalle des internationalen Schwimmsports aufgenommen.
- 2005 wurde der Asteroid (37588) Lynnecox ihr zu Ehren benannt.